# Himantoglossum adriaticum
Himantoglossum adriaticum es una especie de orquídea con hábitos terrestres nativa de Europa.

## Descripción
Es una orquídea de tamaño pequeño a mediano que prefiere el clima frío. Tiene hábitos terrestres, con tubérculos que dan lugar a 4-8 hojas elíptico-oblongas, con las hojas basales que se extinguen antes de la floración. Florece en una inflorescencia erecta, terminal, cilíndrica, con hasta 40 flores.

## Distribución
Se encuentra en Austria, Checoslovaquia, Hungría, Italia y Yugoslavia donde aparece en alturas desde el nivel del mar hasta los 1300 metros en los suelos calcáreos de los pastizales secos y en los matorrales abiertos en colinas. 

## Taxonomía
Fue descrita por el botánico alemán Helmut Baumann y publicado en  Die Orchidee 29(4): 17 en el año 1978.

## Sinonimia
- Himantoglossum hircinum subsp. adriaticum (H.Baumann) H.Sund., Europ. Medit. Orchid., ed. 3: 40 (1980)
- Himantoglossum adriaticum f. albiflorum Vöth, Mitt. Arbeitskreis Heimische Orchid. Baden-Württemberg 22: 345 (1990).[4][2]